# Barbaque
Barbaque is een Franse komische horrorfilm uit 2021, geregisseerd door Fabrice Éboué.

## Verhaal
Sophie en Vincent Pascal runnen een kleine slagerij in het centrum van Melun. Sophie houdt de kassa vast terwijl haar man het vlees snijdt, als een artiest. Maar hun bedrijf werkt niet meer zo goed als vroeger, net als hun huwelijk. Het was toen dat veganistische activisten de winkel aanvielen en doorzochten. Vincent doodt per ongeluk een van de aanvallers en vraagt zich dan af wat ze met zijn lichaam gaan doen. Hij besluit het te snijden zoals het vlees in zijn winkel, dat zijn vrouw per ongeluk gaat verkopen. Tegen alle verwachtingen in waarderen hun klanten het "product" en willen ze meer. Het paar zei tegen zichzelf dat ze opnieuw konden beginnen.

## Rolverdeling
| Acteur                | Personage          |
| --------------------- | ------------------ |
| Marina Foïs           | Sophie Pascal      |
| Fabrice Eboué         | Vincent Pascal     |
| Jean-François Cayrey  | Marc Brachard      |
| Lisa Do Couto Texeira | Chloé Pascal       |
| Virginie Hocq         | Stéphanie Brachard |
| Victor Meutelet       | Lucas              |

## Release
De film ging in première op 8 september 2021, tijdens de opening van L'Étrange Festival in Parijs.

## Prijzen & nominaties
| jaar | prijs                                  | categorie  | genomineerde(n) | uitslag     |
| ---- | -------------------------------------- | ---------- | --------------- | ----------- |
| 2021 | Festival du nouveau cinéma de Montréal | Beste film | Fabrice Eboué   | Gewonnen    |
| 2021 | Filmfestival van Sitges                | Beste film | Fabrice Eboué   | Genomineerd |